# Лазарєво (Ленінградська область)
Лазарєво (рос. Лазарево) — присілок у Лузькому районі Ленінградської області Російської Федерації.
Населення становить 6 осіб. Належить до муніципального утворення Ям-Тьосовське сільське поселення.

## Історія
Згідно із законом від 28 вересня 2004 року № 65-оз належить до муніципального утворення Ям-Тьосовське сільське поселення.

## Населення
| 1879 | 1909 | 1997 | 2007 | 2010 | 2013 |
| ---- | ---- | ---- | ---- | ---- | ---- |
| 33   | ↗40  | ↘0   | ↗3   | →3   | ↗6   |